# Strikeforce: Fedor vs. Silva
Strikeforce: Fedor vs. Silva（ストライクフォース：ヒョードル・バーサス・シウバ）は、アメリカ合衆国の総合格闘技団体「Strikeforce」の大会の一つ。2011年2月12日、ニュージャージー州イーストラザフォードのアイゾッド・センターで開催された。

## 大会概要
本大会ではヘビー級トーナメントの1回戦2試合およびリザーブマッチ3試合も行なわれた。
ROCヘビー級・ライトヘビー級王者ジャンピエロ・ビランテ、ROCライト級王者ジョン・チョリッシュがStrikeforceデビュー。
日本でもスカパー!でメインカードが生中継された。

## 試合結果
ウェルター級 5分3R
○  イゴー・グレイシー vs.  ジョン・サルガド ×
2R 3:04 肩固め
キャッチウェイト（156ポンド契約） 5分3R
○  ジョン・チョリッシュ vs.  マーク・スティーブンス ×
2R 3:57 膝十字固め
ワールドグランプリ ヘビー級トーナメント リザーブマッチ 5分3R
○  ヴァレンタイン・オーフレイム vs.  レイ・セフォー ×
1R 1:37 ネッククランク
ワールドグランプリ ヘビー級トーナメント リザーブマッチ 5分3R
○  チャド・グリッグス vs.  ジャンピエロ・ビランテ ×
1R 2:49 TKO（右ストレート→パウンド）
ワールドグランプリ ヘビー級トーナメント リザーブマッチ 5分3R
○  シェーン・デルロサリオ vs.  レイバー・ジョンソン ×
1R 4:31 腕ひしぎ十字固め
ワールドグランプリ ヘビー級トーナメント 1回戦 5分3R
○  セルゲイ・ハリトーノフ vs.  アンドレイ・アルロフスキー ×
1R 2:49 KO（右フック→パウンド）
※ハリトーノフが準決勝進出。
ワールドグランプリ ヘビー級トーナメント 1回戦 5分3R
○  アントニオ・シウバ vs.  エメリヤーエンコ・ヒョードル ×
2R終了時 TKO（ドクターストップ）
※シウバが準決勝進出。